# Maria Augusta Meira de Vasconcelos Freire
Maria Augusta Meira de Vasconcelos Freire (Pernambuco, 9 de maio de 1872 - Recife, 11 de junho de 1942), bacharela em Direito, professora e pioneira na luta pelo voto feminino no Brasil.

## Biografia
Filha de Joaquina Coelho Meira de Vasconcelos e do capitão Ascêncio Minervino Meira de Vasconcelos.
Em 19 de novembro de 1889, aos 17 anos, formou-se no curso de Direito, na tradicional Faculdade de Direito do Recife e integrou a lista das primeiras mulheres a conseguir o título de bacharelado no Brasil, ao lado de Delmira Secundina da Costa, Maria Fragoso e Maria Coelho da Silva. Todas tinham ingressado naquela década na faculdade, provavelmente beneficiadas pelas mobilizações e debates promovidos pelas empoderadas mulheres que lutavam pelo acesso aos cursos superiores no Brasil.
Maria Augusta, embora pioneira e grande partícipe na luta por direitos das mulheres, não chegou a exercer a advocacia. Casou em 1892 com o intelectual Mário Freire (intelectual, famoso charadista e redator nos Almanaques Literários no Brasil e Portugal) e dedicou-se integralmente à literatura. Seus conhecimentos jurídicos e a composição de sua rede social com juristas como Tobias Barreto, da qual se considerava discípula, serviu de sustentáculo para o fortalecimento de grandes debates na imprensa local e correspondências políticas acerca da condição feminina no início da República e do estatuto jurídico-político da mulher.
Além dos debates publicados nos jornais Diário de Pernambuco e Jornal do Recife, Maria Augusta foi redatora do periódico O Lyrio, ao lado de Amélia de Freitas Beviláqua que era composto apenas por mulheres e tinha como frente principal o debate em torno dos direitos e produções de mulheres. Conhecida por sua posição combativa, fez reverberar suas ideias no plano nacional quando publicou sua carta ao ministro Cesário Alvim questionando os fundamentos e os argumentos para o indeferimento do alistamento eleitoral de algumas mulheres. 
Trecho da carta ao Ministro Cesario Alvim:
"(...) S. Exc. é solidario com o governo decahido, (...) permittindo que ellas ingressem nas Faculdades somente para ter direito aos dois pontos cobrados pela matricula, longe de me fazer recuar da tarefa que me impuz, é um incentivo para continuar na propaganda em favor da emancipação da mulher. (...) Á vós Senhoras, que contribuis com impostos para o Estado, (...) ergo um brado de animação para que com a maxima perseverança e renhida pertinancia (sic.) me ajudeis na construcção deste grande monumento para fazer florescer o direito que nos assiste, salvando-nos desta apathia em que nos deixou a malfadada monarchia; porquanto só assim veremos sobrepujar nossa autonomia ora abatida até pela dos carroceiros, carregadores d’agua e ganhadores que, segundo a ampliação da lei eleitoral, podem concorrer ás urnas para com seus suffragios conscientes eleger deputados, presidentes, etc. E’ inacreditavel!.. Mas infelismente (sic) exacto. (...) Se a republica fez-se e todos os dias estão creando-se leis para que se possam melhorar os negocios do paiz, porque razão hão de ser ellas ampliadas em beneficio de uns e restringidas em benefícios de outros? Estão feitas as reformas mais importantes e espinhosas taes como a separação da Igreja do Estado, bancos, augmento do exercito, etc.etc. porque não se fazem as outras de muito menos importancia, não se ampliam as anteriores de modo que dêem igual direito a todos?"
O envio de cartas ao governo ou representantes do governo não se limitou ao episódio envolvendo o Ministro Cesário Alvim, Maria Augusta também escreveu ao Marechal Deodoro da Fonseca, com a intenção de desvendar quais funções profissionais poderia exercer enquanto bacharel e mulher. O documento chegou até a instituição que hoje assume a designação de Ordem dos Advogados do Brasil, mas obteve uma resposta desfavorável de que "o direito brasileiro inspirava-se no direito romano e em Roma as mulheres não exerciam a magistratura".
Não satisfeita com as respostas negativas, a pernambucana buscou participar da política, candidatando-se à deputada e destacando-se por seus textos, publicados na  imprensa, em defesa do voto feminino. Maria Augusta não obteve êxito em sua empreitada como futura deputada, mas fortaleceu a luta feminista e a luta pelo voto feminino no Brasil com as suas considerações político-jurídicas publicadas na imprensa.